# Boscia senegalensis
Boscia senegalensis, auch Hanza oder Aizen genannt, ist eine Pflanzenart aus der Gattung der Hirtenbäume (Boscia) innerhalb der Familie der Kaperngewächse (Capparaceae). Sie kommt in Afrika verbreitet in und am Rand der Sahelzone von Äthiopien bis Mauretanien vor. Die wenig bekannten Früchte gehören zu den traditionellen Nahrungspflanzen in Afrika und haben Potenzial die Ernährungssicherheit in den ariden Gebieten der Sahelzone zu erhöhen.

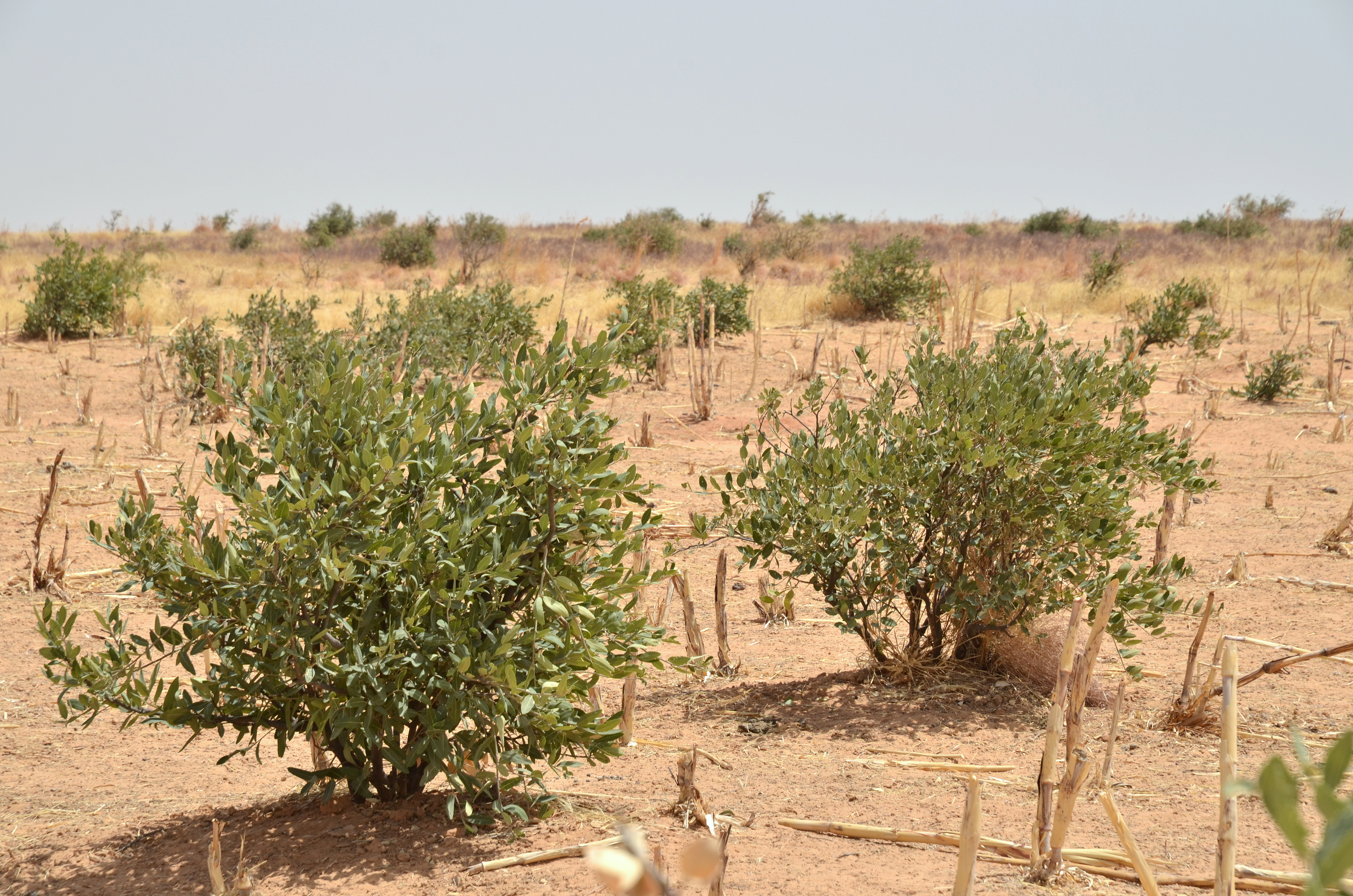
Habitus in ariden Habitat

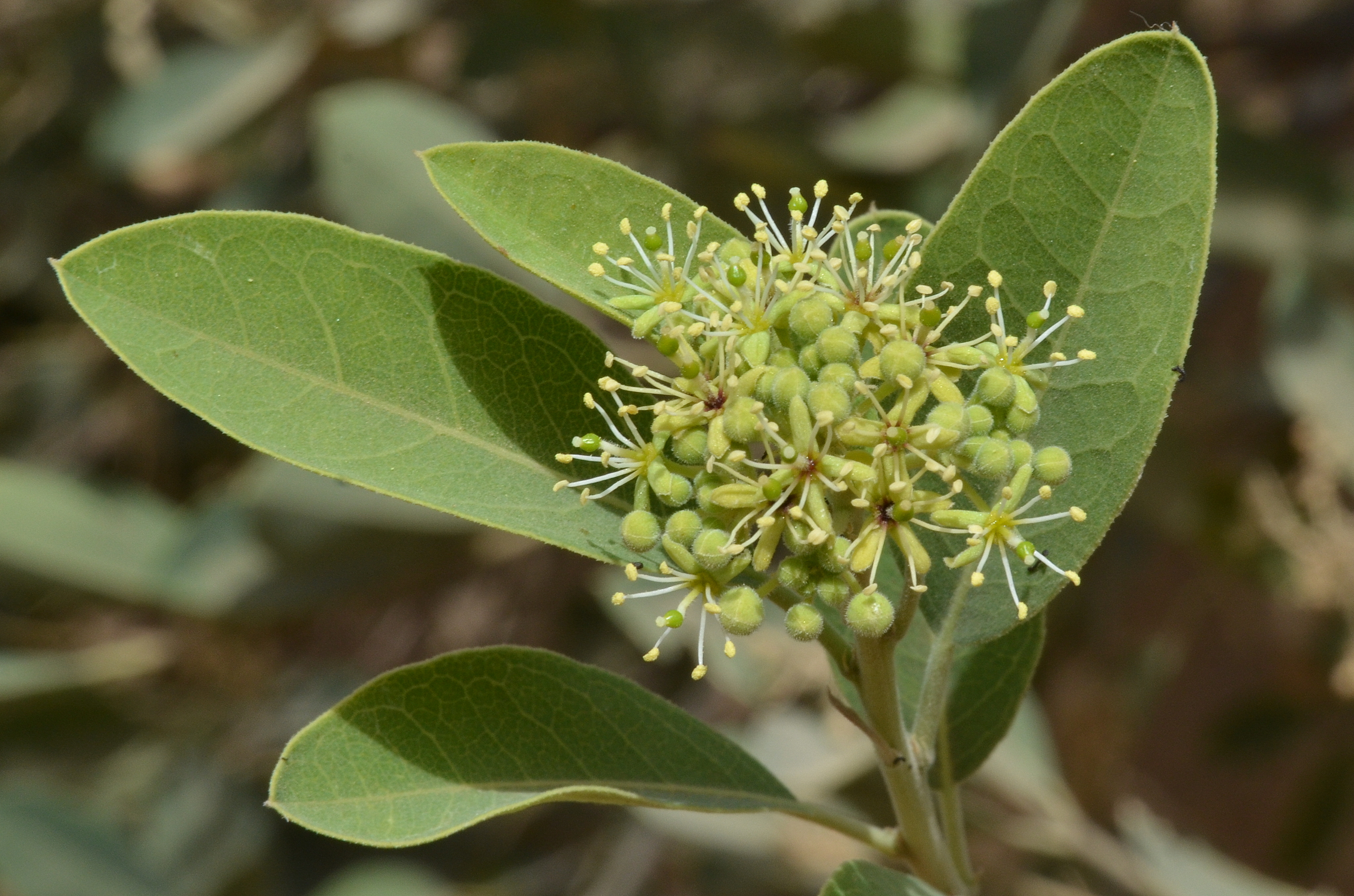
Blütenstand

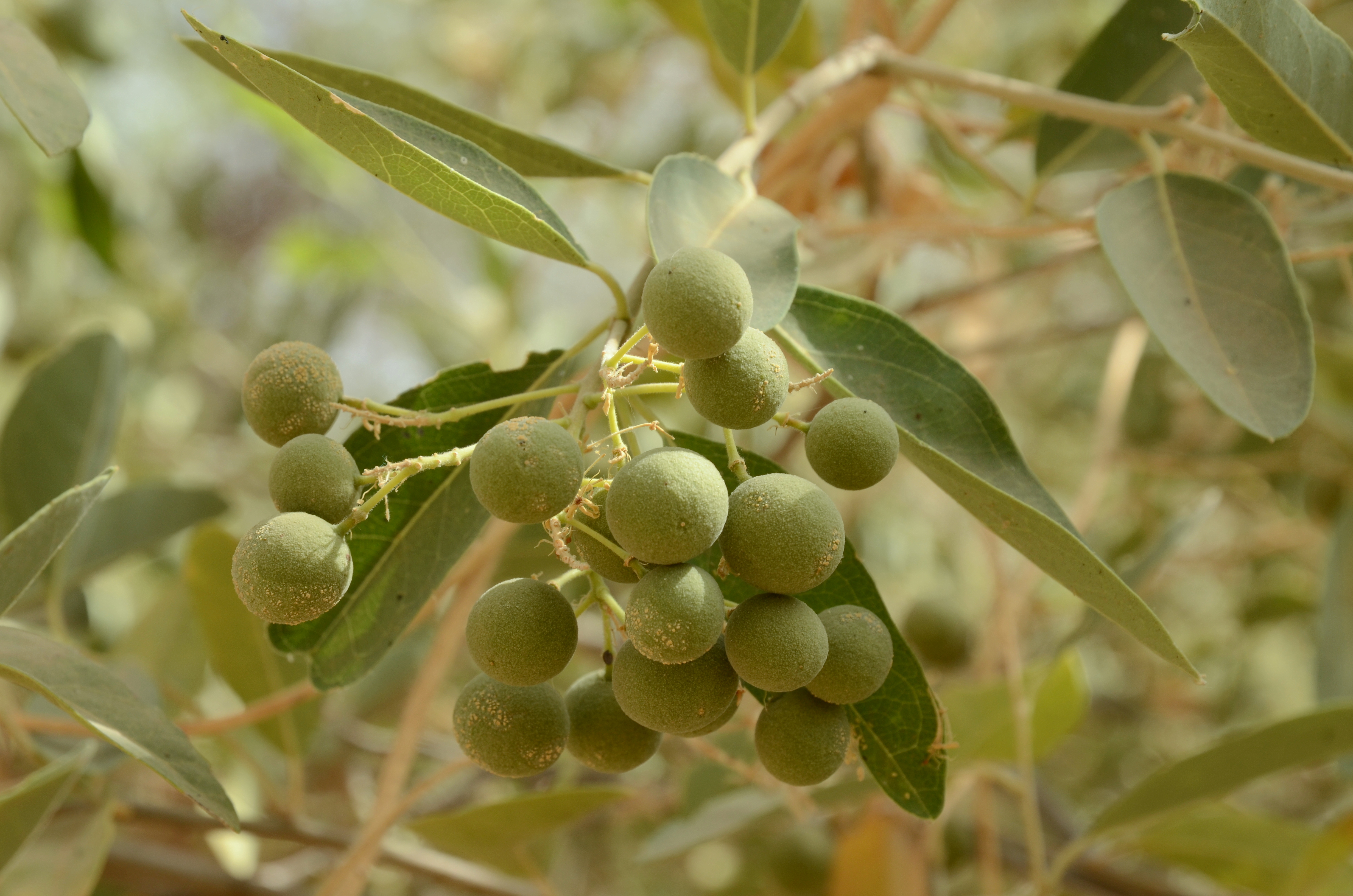
Unreife Früchte

## Namen
Boscia senegalensis ist in Afrika unter zahlreichen regional gebräuchlichen Namen bekannt, u. a.: Aizen (Mauretanien und Westsahara), Lamboèga (Burkina Faso), Hanza (Hausa), Anza (Zarma), Ngigili (Fulani), Njàndam (Wolof), Mukheit (Arabisch), Bere (Bambara), Mandiarha (Berber) und Taedent (Tamasheq). Die Früchte von Boscia senegalensis sind auch als Dilo (Hausa), Gigile (Fulani), Kanduwi (Tamasheq) und Bokkhelli (Arabisch) bekannt.

## Beschreibung

### Vegetative Merkmale
Boscia senegalensis ist eine verholzende, trockenheitsresistente Pflanze, die als immergrüner Strauch oder kleiner Baum wächst und Wuchshöhen von 2 bis 6 Metern erreicht. Die Äste sind aufsteigend. Die Rinde ist rau und meist graubraun gefärbt.
Die wechselständig oder büschelig gruppiert an Kurztrieben angeordneten Laubblätter sind in Blattstiel und -spreite gegliedert. Der Blattstiel ist mit einer Länge von 0,5 bis 1,3 Zentimetern relativ kurz. Die einfache, dicke, ledrige und ganzrandige Blattspreite ist bei einer Länge von etwa 12 Zentimetern sowie einer Breite von 4 Zentimetern elliptisch oder eiförmig bis verkehrt-eiförmig. Die Blätter sind abgerundet bis stumpf oder spitz, seltener eingebuchtet und oft feinstachelspitzig. Mitunter sind an den Blättern weiche, dünne Härchen vorhanden, vor allem unterseits. Die Cuticula der Laubblätter ist bis 20 Mikrometer dick, zum Schutz vor Verdunstung sind die Stomata mit verdickten Wänden in tiefen Hohlräumen versenkt.

### Generative Merkmale
Die end- oder achselständigen, einfachen oder zusammengesetzten traubigen Blütenstände sind häufig in einem schirmtraubigen Gesamtblütenstand angeordnet. Seltener sind die Blüten auf Kurztrieben zu finden.
Die zwittrigen Blüten sind durch einen süßlichen Geruch charakterisiert. Die mit einer Größe von 3 bis 5 Zentimetern relativ kleinen, kurz gestielten Blüten sind gelblichgrün und vierzählig mit einfacher Blütenhülle. Die vier klappigen und feinhaarigen Kelchblätter sind lanzettförmig. Die Kronblätter fehlen. Es sind zwei Kreise mit je vier oder mehr (bis zehn) Staubblättern vorhanden, die 5 bis 36 Millimeter lang sind. Der gestielte, gynophore und einkammerige Fruchtknoten mit kurzem Griffel ist oberständig. Es ist ein Diskus vorhanden.
Boscia senegalensis produziert in traubigen Fruchtständen angeordnete Früchte in Form von gelben, kugelförmigen, durchschnittlich 1–2 cm große, feinnoppelige, mehr oder weniger feinhaarigen Beeren mit einer dünnen und harten, spröden Schale, die zu Beginn der Regenzeit erscheinen. Sie enthalten einen oder zwei, manchmal bis zu vier Samen, die im reifen Zustand einen gelblichgrünen Farbton besitzen. Die rundlichen Samen besitzen einen schneckenförmig eingerollten Embryo mit anliegenden Kotyledonen.

## Ökologie
Die Pflanzen leisten in ariden Gebieten einen großen Beitrag zur Verminderung der Bodenerosion und der Erhöhung der Nährstoffzirkulation in den kargen Böden. Sie verhindern die äolische Umlagerung von Sand und stabilisieren somit die Sanddünen.
Für Honigbienen und eine Vielfalt anderer Insekten ist Boscia senegalensis eine Quelle für Pollen und Nektar. Die Bitterkeit der Samen wirkt wie ein natürliches Pestizid und hat zur Folge, dass die Früchte nur von wenigen Tieren an den Bäumen und Sträuchern gefressen werden. Wenn die Früchte vollständig reif sind, dient das süße, geleeartige Fruchtfleisch als Nahrungsmittel für diverse Vögel. Die vertrockneten Blätter dienen Dromedaren, Eseln und anderem Weidevieh in Zeiten extremer Trockenheit als Notfutter.

## Vorkommen
Als Hauptverbreitungsgebiet der wildwachsenden Boscia senegalensis werden die ariden Gebiete innerhalb und am Rand der Sahelzone angesehen. Für Boscia senegalensis gibt es Fundortangaben in Mauretanien, Guinea, Westsahara, Senegal, Ghana, Mali, Burkina Faso, Niger, Nigeria, Tschad, Sudan, Kamerun, Benin, Togo, Kenia, die Zentralafrikanischen Republik, Äthiopien, Eritrea, den Südsudan sowie im Süden von Algerien, Marokko und Ägypten.
Die Sträucher und kleinen Bäume finden sich an trockenen, felsigen, lateritischen Standorten, oft auf Termitenhügeln und Sanddünen sowie oft in der Nähe von temporären Teichen. Boscia senegalensis gedeiht sowohl auf sehr sauren, wie auch auf sehr alkalischen und neutralen Böden.
Boscia senegalensis wächst meist in Höhenlagen von 60 bis 1450 Metern bei Jahresdurchschnittstemperaturen von 22 bis 30 °C, verträgt jedoch auch Temperaturen über 50 °C. Die Pflanzen sind dürreresistent und kommen auch mit Niederschlagsmengen von unter 100 mm bis 500 mm / Jahr zurecht. Selbst nach langen Trockenperioden und tiefgründiger Austrocknung der Böden erscheint Boscia senegalensis nach den ersten Regenfällen und bildet zunächst kleine Sträucher.

## Taxonomie
Die Erstbeschreibung erfolgte 1793 unter dem Namen Boscia senegalensis durch Jean-Baptiste de Lamarck in Tableau encyclopédique et méthodique des trois règnes de la nature. Botanique. Band 2, Tab. 395. Weitere Synonyme für Boscia senegalensis Lam. sind: Boscia firma Radlk., Boscia hypoglauca Gilg, Boscia octandra Hochst. ex Radlk. und Podoria senegalensis (Lam.) Pers. Der Gattungsname Boscia ehrt den französischen Botaniker Louis Augustin Guillaume Bosc d'Antic (1759–1828).

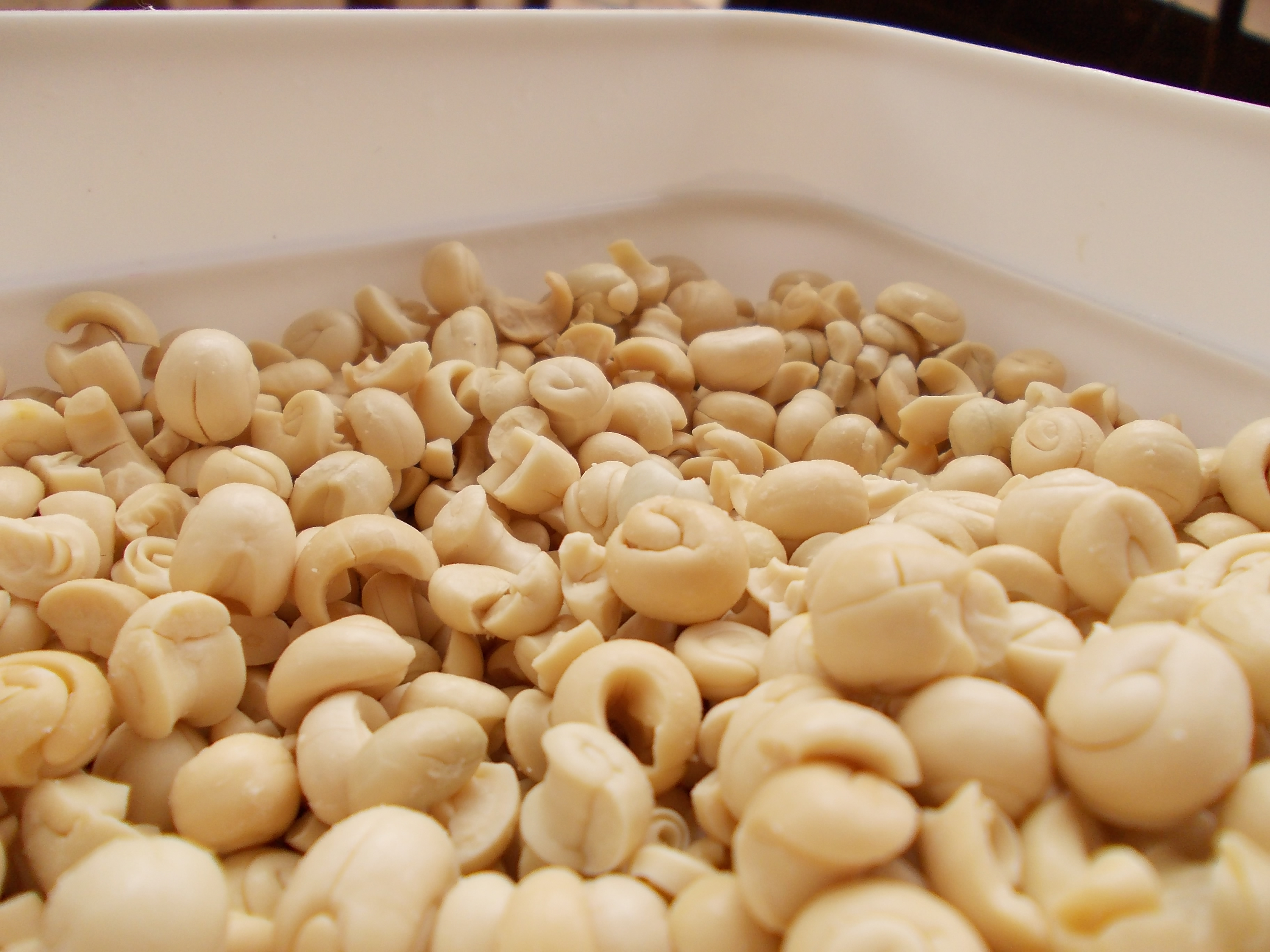
Eingeweichte und gewaschene „Samenkerne“

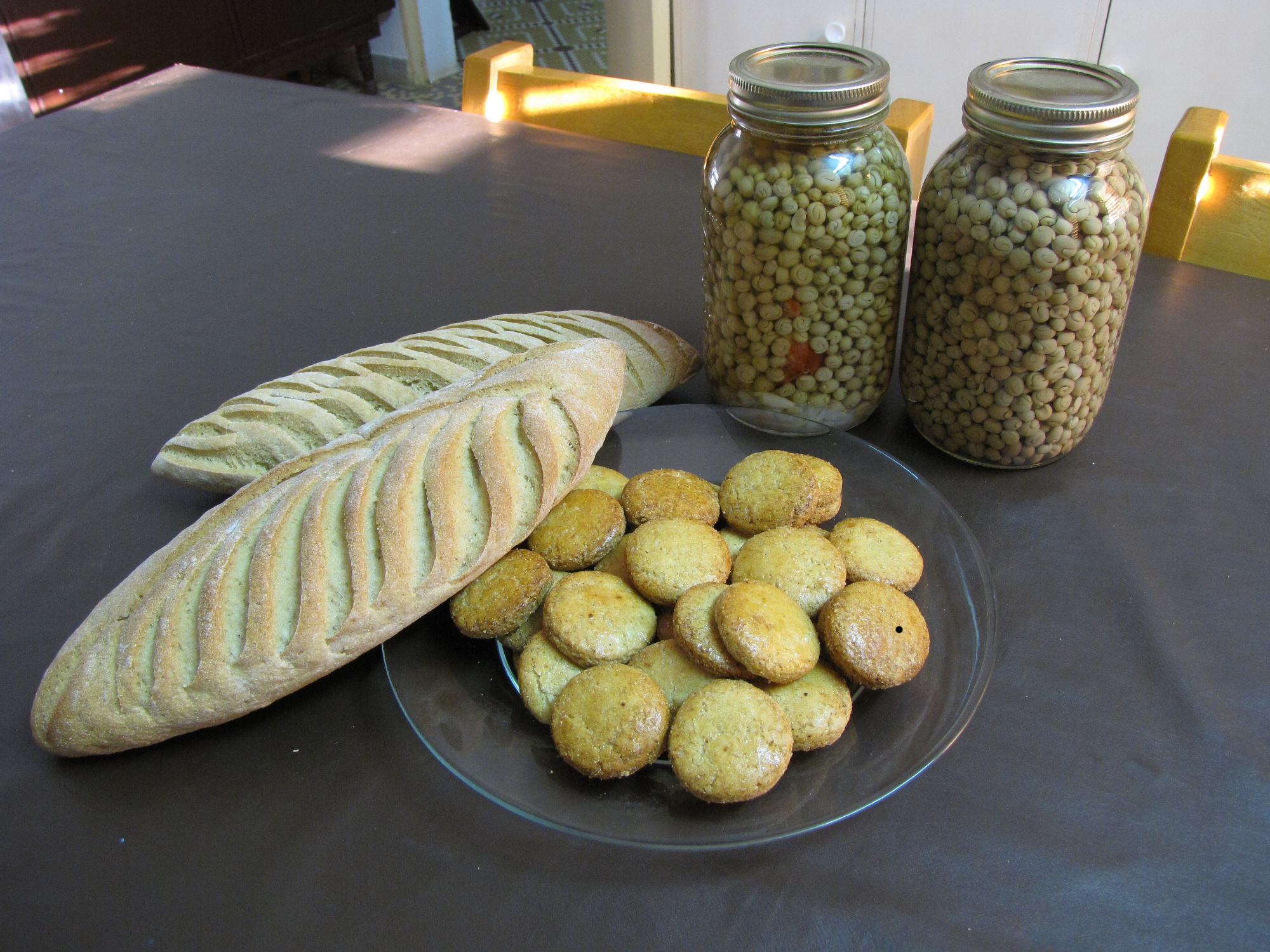
Hanza-Gebäck aus Niger

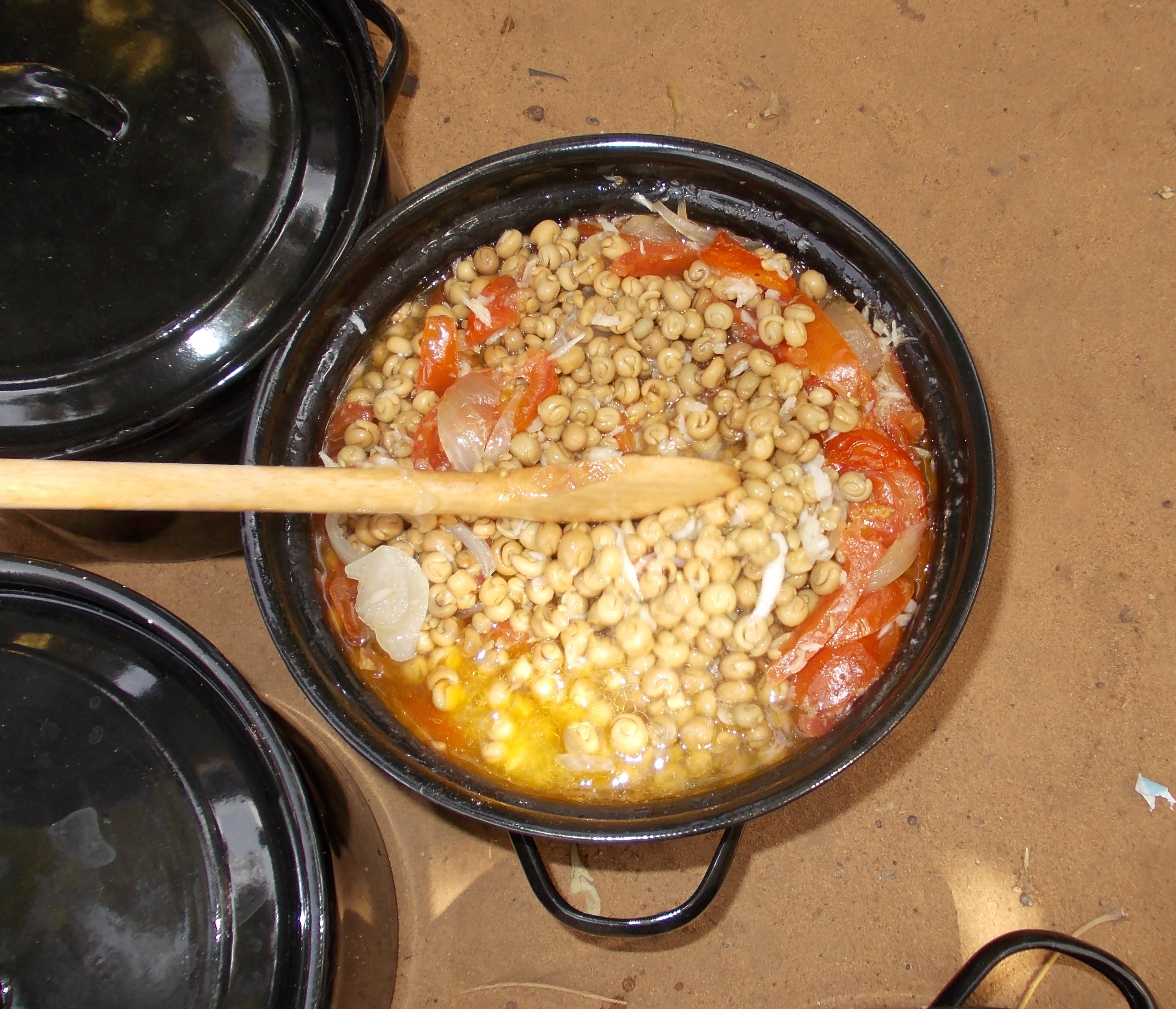
Suppe mit der Einlage von gewaschenen Samen

## Nutzung
Diese anspruchslose und hoch belastbare Pflanze besitzt in Dürrezeiten für die Bevölkerung eine große Bedeutung als (Hunger-)Nahrungsmittel. Während der Hungersnot in Darfur 1984/85 mussten sich über 90 % der Bevölkerung fast ausschließlich von Boscia senegalensis ernähren. Die Samen und Früchte werden auf vielen regionalen Märkten in der Sahelzone angeboten. 2017 wurde während einer Hungersnot Couscous, das aus Samen von Boscia senegalensis hergestellt wurde, durch die internationale Organisation IDES über die humanitäre Lebensmittelverteilung in den betroffenen Regionen verteilt.
Von Boscia senegalensis können die Früchte, Samen, Wurzeln, und Blätter genutzt werden. Das Holz von Boscia senegalensis wird in einigen Regionen als Baumaterial und Brennstoff verwendet.

### Früchte
Die 1 bis 2 Zentimeter großen Früchte erscheinen zur Beginn der Regenzeit, in einer Periode, in der in diesen Regionen nur wenige andere Lebensmittel verfügbar sind. Die reifen, gelben bis gelblichbraunen Früchte können roh verzehrt oder gekocht werden. Die rohen Früchte enthalten ein süßes, geleeartig-durchscheinendes Fruchtfleisch, das rasch zu einem karamellartigen bis spröden, braunen und stark zuckerhaltigen Feststoff mit toffeeähnlichem Geschmack eintrocknet. Die in den Früchten enthaltenen Samen lassen sich nur schwer von dem zähen Fruchtfleisch lösen. Die Früchte können vor dem Verzehr gekocht werden. Der extrahierte Saft kann zu einem zähen, butterartigen Sirup oder Fruchtmus eingekocht werden. Zusammen mit Hirse und Sauermilch werden aus diesem Sirup anschließend Kuchen und Gebäck hergestellt. In einigen Regionen, u. a. im Sudan, wird der Saft fermentiert und zu Bier vergoren.
Die Früchte enthalten über 65 % Kohlenhydrate und sind reich an Eisen, Calcium, Phosphor und B-Vitaminen.

### Samen
Eine besondere Bedeutung besitzen die Samen von Boscia senegalensis, besondere während der häufig in der dieser Region auftretenden Hungersnöte. Um die Samen von dem zähen, festen Fruchtfleisch zu lösen, werden die Früchte in der Sonne getrocknet. Nach der Entfernung der äußeren Samenschale müssen die Samen – um bittere und toxische Bestandteile zu entfernen – mehrere Tage in Wasser eingeweicht werden. Das Wasser muss dabei täglich gewechselt werden. Der bittere Geschmack wird von hohen Gehalten an Glucocapparin verursacht. Während des Einweichprozesses wird das Glucocapparin modifiziert und in Methylisothiocyanat umgewandelt. Das bittere Einweichwasser wird anschließend als natürliches Herbidzid und Pestizid eingesetzt.
Alternativ können die Samen auch mehrere Stunden gekocht werden, wobei das Kochwasser mehrfach getauscht werden muss. Anschließend werden die Samen an der Luft getrocknet. Die getrockneten Samen können geröstet und als Kaffeeersatz oder gemahlen als Ersatz für Mehl verwendet werden. Die Textur der gekochten Samen ist mit Kichererbsen vergleichbar. Daher können die Samen als Einlage für Eintöpfe und Suppen sowie zur Zubereitung von Brei verwendet werden.
In den vergangenen Jahren wurden zahlreiche Anstrengungen unternommen, die Popularität der anspruchslosen Pflanze in der Bevölkerung zu erhöhen. Auf der Nahrungsmittelmesse in Niamey wurden 2012 mit großem Erfolge neue Lebensmittel, die auf Basis von Boscia senegalensis-Samen entwickelt wurden, vorgestellt. Neben Backwaren wie Kuchen, Kekse und Brot können auch Couscous- und Hummus-Zubereitungen aus den entbitterten Samen der Pflanze hergestellt werden.
Die Samen enthalten in der Trockenmasse 60 % Kohlenhydrate und 25 % Protein und sind reich an Zink, Eisen, Methionin, Tryptophan, B-Vitaminen und Linolsäure, wohingegen einige essentielle Nährstoffe insbesondere Lysin und Threonin nur in geringen Gehalten vorhanden sind.
Nicht-entbitterte Samen können – wenn sie trocken aufbewahrt werden – mehrere Jahre gelagert und für Notzeiten bevorratet werden.

### Wurzeln
Die jungen, geschälten Wurzeln besitzen einen sehr süßen Geschmack. Sie können über mehrere Stunden gekocht und zu einem Sirup extrahiert werden. Alternativ können die geschälten Wurzeln gemahlen werden. Als Getreideersatz oder vermischt mit Getreide werden sie zu Nahrungsbrei verarbeitet. Zur Vorratshaltung können die Wurzeln auch luft- und  sonnengetrocknet werden, um sie später zu verarbeiten.

### Blätter
Die ledrigen Blätter sind nicht schmackhaft, können aber getrocknet in Notzeiten an Tiere verfüttert werden. In einigen Regionen werden Blätter in Suppen mitgekocht oder unter Reis, Couscous und Brei gemischt. Die Blätter sind reich an Kalium, Calcium, Mangan und Eisen. Die bioziden Eigenschaften der Blätter werden traditionell genutzt, um Getreidevorräte vor Schädlingen zu schützen, indem man in die Getreidespeicher Blätter von Boscia senegalensis gibt.

### Medizinische Anwendungen
Die Blätter, Früchte und Wurzeln werden verbreitet in der afrikanischen Volksheilkunde genutzt. Zu den pharmazeutische wirksamen Bestandteilen gehören β-Sitosterin, Triterpene (Wurzeln), Thiocyanat-Verbindungen (Zweige) sowie Saponine und Stachydrine (Blätter).  Die Blätter haben antiparasitäre, fungizide, entzündungshemmende und wundheilende Eigenschaften und werden bei Koliken, Gallenerkrankungen, Hepatitis, Bilharziose, gegen Hämorrhoiden, zur Entwurmung und zur Behandlung der Dracontiasis verwendet. Ein Aufguss und Extrakt aus den Blättern wird zur Inhalation und als Getränk bei Husten und Katarrh sowie als Abführmittel genutzt. Eine Emulsion, die aus den Blätter hergestellt wird, kann als Augenspülung verwendet werden. Die pulverisierten, getrockneten Wurzeln werden zur Entwurmung sowie als traditionelles Potenzmittel eingesetzt. Die Früchte werden in einigen Regionen zur volksheilkundlichen Behandlung der Syphilis verwendet. Das Pulver getrockneter Zweige wird mit Mehlbrei vermischt als traditionelle Speise für Wöchnerinnen genutzt.
In der traditionellen Veterinärmedizin werden die Blätter als Wundpflaster, zur Behandlung von Trypanosomiasis sowie von Schnupfen bei Ziegen und Schafen verwendet. Das Fruchtmus von Boscia senegalensis bildet zusammen mit Zwiebeln und Wasser ein bewährtes Mittel gegen infektiöse Enteritis bei Kamelen; eine Mischung von Fruchtmus und pulverisierter Rinde wird bei Rückenwunden durch Satteldruck bei Kamelen eingesetzt.
Die Wurzeln von Boscia senegalensis wurden im südwestlichen Niger, in der Tillabéri-Region genutzt, um zusammen mit Strophanthus sarmentosa-Samen, Wurzeln von Calotropis procera, Ästen von Euphorbia sudanica, der Rinde von Ziziphus mauretiania, pulverisierten Früchten von Capsicum frutescens und dem Kopf der Gemeinen Sandrasselotter traditionelles Pfeilgift herzustellen.

### Trinkwasseraufbereitung
Pflanzenteile, vor allem die Rinde von Boscia senegalensis werden im Sudan und Niger zur Filterung von Wasser eingesetzt. Die Pflanzenbestandteile enthalten flockungsaktive Inhaltsstoffe, die eine Ausfällung von Trübstoffen und somit eine Klärung des Wassers bewirken.

## Sonstiges
Die Republik Niger würdigte Boscia senegalensis auf einer 45 CFA-Franc-Briefmarke.